# Erhard Hartung von Hartungen (Mediziner, 1880)

Erhard Hartung von Hartungen, Riva 1911

Erhard Christoph Clemens Hartung von Hartungen (* 7. Juli 1880 in Wien; † 15. Juli 1962 in Innsbruck; nach familieninterner Zählung Erhard III.) war ein österreichischer Arzt und letzter Leiter des Sanatoriums Dr. v. Hartungen in Riva am Gardasee.

## Leben
Erhard Hartung von Hartungen wurde am 7. Juli 1880 in Wien, Opernring 15, als ältester Sohn des Christoph Hartung von Hartungen (IV.) und der Clara geb. Winter, Tochter  des Großkaufmannes Carolus Antonius Franciscus Winter, geboren. Christoph (V.), Heinrich und Hartmut waren seine Brüder.
Nach Privatunterricht im Wiener Elternhaus übersiedelte Hartung von Hartungen mit der Familie 1888 nach Riva an den Gardasee und besuchte in der Folge die Gymnasien in Brixen und Trient, wo er 1899 maturierte. Danach absolvierte er ein zeitgerechtes Studium der Medizin an der Universität Wien und in Florenz; Hermann Nothnagel, Edmund von Neusser, Anton Eiselsberg und der spätere Nobelpreisträger Julius Wagner-Jauregg  waren seine Lehrer. Am 18. Mai 1905 wurde er promoviert. Die empfohlene Hochschullaufbahn lehnte er ab.
1906 ehelichte Hartung von Hartungen auf Schloss Kröchlendorff in der Uckermark Eva von Arnim-Kröchlendorff, Großnichte des Reichskanzlers Otto von Bismarck und Schwester des Deutschen Reichstagsabgeordneten und evangelischen Kirchenführers Detlev von Arnim-Kröchlendorff. Vier Kinder entstammten dieser Ehe, darunter die Tochter Gerda, die 5. ununterbrochene Mediziner-Generation der Familie Hartung von Hartungen.

Villa Belriguardo des Sanatoriums Dr. von Hartungen in Riva del Garda

Nach Ausbildungsstationen in den Sanatorien von Engelberg in der Schweiz und Arco im Trentino leitete Hartung von Hartungen die Kuranstalten Tobelbad bei Graz, Agathenhof bei Friesach in Kärnten und wirkte in Kaltenleutgeben in den Kuranstalten des Balneologen Wilhelm Winternitz zusammen mit Alois Strasser. 1906/07 übernahm er die Leitung des von seinem Vater gegründeten Reform-Sanatoriums Dr. v. Hartungen in Riva am Gardasee, der ersten Natur- und Wasserheilanstalt mit Lufthüttenkolonie, Badeanstalt, Strandhalle und Gartenpavillons, einer mit für damalige Zeiten modernstem Komfort und luxuriös ausgestatteten, unter seiner Führung erweiterten Anlage, und festigte die internationale Geltung der Einrichtung als Aufenthaltsort der großbürgerlichen Gesellschaft, der Aristokraten, Dichter, Diplomaten, Wissenschaftler und Künstler. Während dieser Zeit trafen im Hartungschen Sanatorium erstmals Max Brod und dessen Bruder Otto sowie Franz Kafka ein, der hier nach eigenen Worten zum ersten Male ein christliches Mädchen verstand und fast ganz in seinem Wirkungskreis lebte. Magnus Hirschfeld, der sich für die naturheilkundlichen, psychotherapeutischen und geistig-kulturellen Experimenten in Riva interessierte, folgte einer persönlichen Einladung Hartung von Hartungens nicht nur als Sanatoriumsgast, sondern auch als Referent für Abendvorträge. Noch Jahrzehnte später, nach dem Verlust des Familienbesitzes als Folge des Ersten Weltkrieges, schrieben sowohl Heinrich als auch Thomas Mann an Hartung von Hartungen von den glücklichen und unvergessenen Zeiten in Riva.
Den Weltkrieg erlebte Hartung von Hartungen von 1915 bis 1918 als Oberstabsarzt des Malteserordens. Er errichtete in den 1920er Jahren die Kaltwasserheilanstalt des Strand-Palast-Hotels in Lochau am Bodensee, betrieb eine Kur- und Badeärztliche Praxis im Kurort Hall in Tirol und ließ sich dann endgültig als Arzt in Innsbruck nieder, wo er als Nestor der Innsbrucker Ärzteschaft am 15. Juli 1962 starb.
Zu seinem Freundes- und Patientenkreis zählten unter anderem Albin Egger-Lienz, Alfred Mohrbutter, Kazimiera Iłłakowiczówna, Thomas Mann, Heinrich Mann, Franz Kafka, Christian Morgenstern, Eugen d’Albert, Hermann Sudermann, Daniela von Bülow, Henry Thode, Kurt Schuschnigg, Heinrich von Schullern zu Schrattenhofen, Louis Kolitz, Hans Lietzmann, Carl Dallago, Max Oppenheimer, Max Brod, Otto Brod, Maximilian von Lyncker, Philipp von Sachsen-Coburg und Gotha, Ernst Günther von Schleswig-Holstein-Sonderburg-Augustenburg, Dorothea von Sachsen-Coburg und Gotha, Franz Höfer von Feldsturm, Aloys von Liechtenstein, Adlige aus den Häusern Oldofredi, Kolowrat, Thurn-Valsassina und Taxis, Zedtwitz-Liebenstein, Taxis-Bordogna, Eckbrecht von Dürckheim-Montmartin, Széchényi de Sárvár-Felsövidék und Arnim.

## Publikationen
- L’„Ora“, fattore igienico. In: L’Eco del Baldo. Riva 2. November 1907.
- Reform-Sanatorium Dr. von Hartungen. Riva am Gardasee. A. Edlinger, Innsbruck November 1907.
- Der Fremdenverkehr und seine Förderung am Nordgestade des Gardasees. In: Gardasee-Post. Riva 17. Dezember 1910.
- Sanatorium und Wasserheilanstalt Dr. von Hartungen, Riva – Gardasee. 1911.
- Dr. von Hartungen. Sanatorium und Wasserheilanstalt für Erwachsene und Kinder. Riva am Gardasee. Deutsche Buchdruckerei, Innsbruck Januar 1913.